# Glyphis siamensis
Glyphis siamensis är en hajart som först beskrevs av Franz Steindachner 1896.  Glyphis siamensis ingår i släktet Glyphis och familjen revhajar. IUCN kategoriserar arten globalt som akut hotad. Inga underarter finns listade i Catalogue of Life. År 2016 kom emellertid åtta forskare fram till att populationen egentligen tillhörde G. gangeticus.